# Lathyrus neurolobus
Lathyrus neurolobus là một loài thực vật có hoa trong họ Đậu. Loài này được Boiss. & Heldr. miêu tả khoa học đầu tiên.